# Jena Saalbahnhof

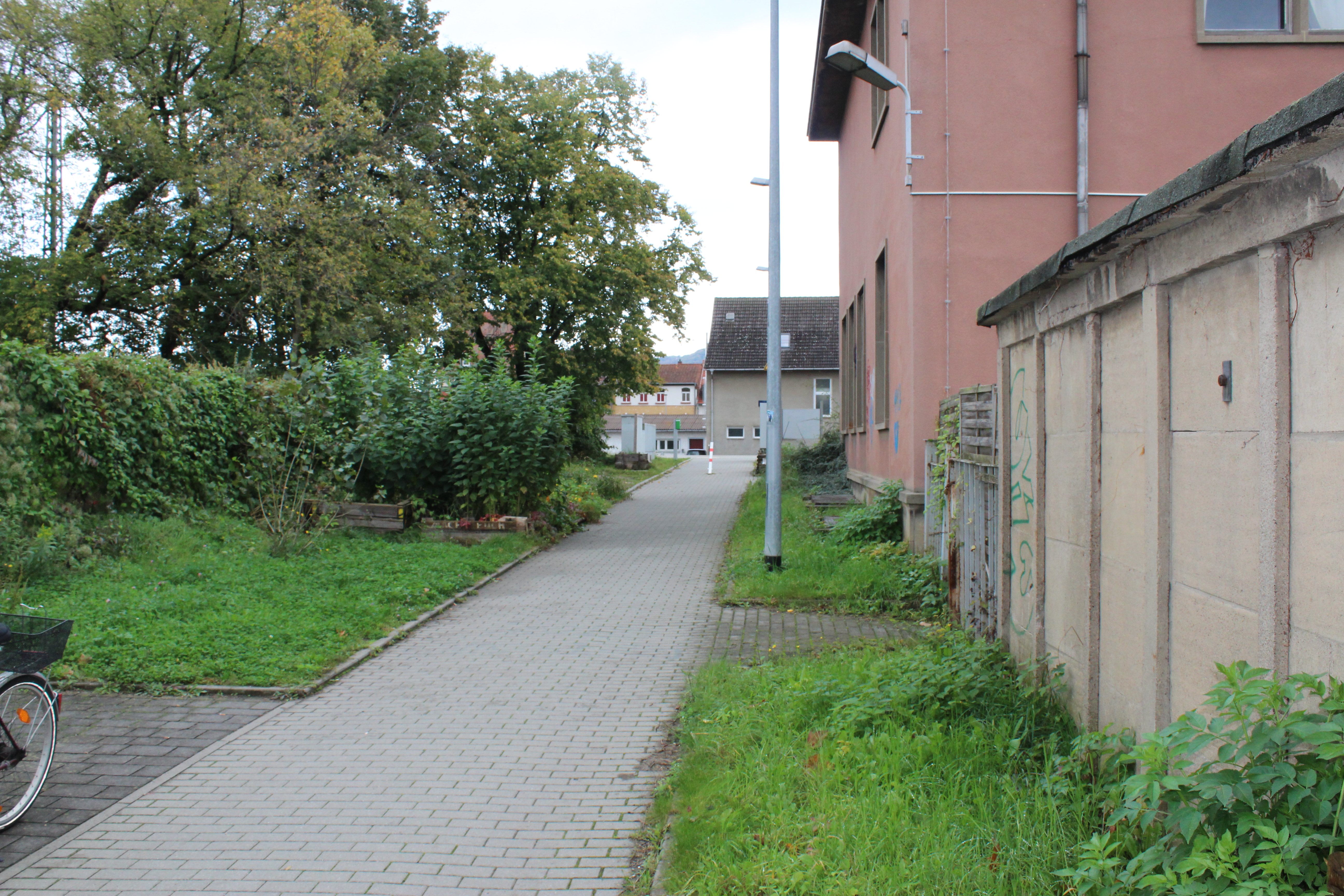
Zugang (2017)

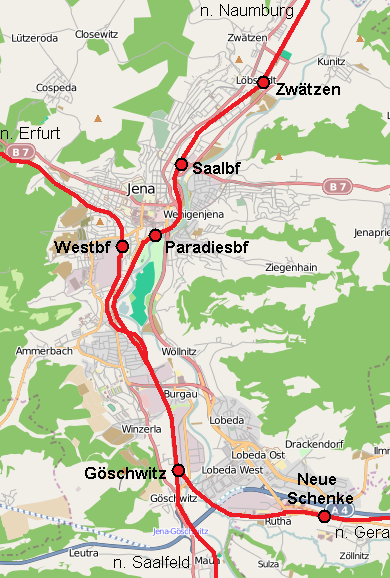
Lage des Bahnhofs im Stadtgebiet

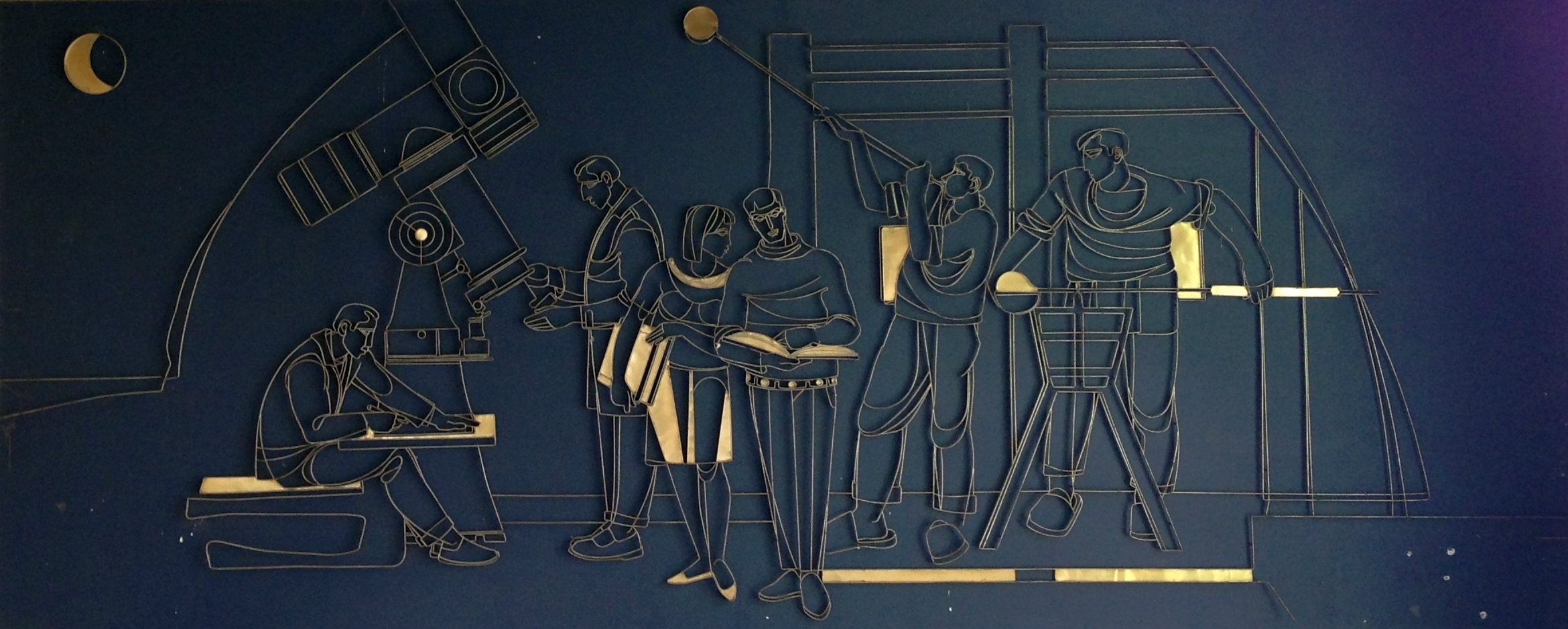
Wandbild von Kurt Hanf im Bahnhofsgebäude im Stil des sozialistischen Realismus

Der Saalbahnhof ist ein Bahnhof in Jena, im Stadtteil Jena-Nord, am Streckenkilometer 25,50 der Saalbahn.

## Geschichte
Die auf 144,32 Metern Höhe gelegene Station wurde am 30. April 1874 mit Eröffnung der Eisenbahnlinie zwischen Großheringen und Saalfeld in Betrieb genommen. Schnell wurde der Saalbahnhof zum Jenaer Hauptbahnhof, der von 1909 bis zur Inbetriebnahme des provisorischen Haltepunktes Jena Paradies am 26. September 1999 der wichtigste Fernverkehrshalt der Stadt in Nord-Süd-Richtung war. Sämtliche Züge der Relation Berlin–München hatten hier einen Zwischenhalt.
Der ehemalige Bahnhof II. Klasse wird heute in der Preisklasse 6 eingestuft.
Zwischen Mai 2006 und März 2007 wurde der Saalbahnhof den neuen Erfordernissen angepasst und auf dem Bahnsteig alle nicht mehr als dringend notwendig erachteten Anlagen abgerissen, unter anderem auch das Dach der Gleise 2/3, welches durch Wartehäuschen ersetzt wurde. Heute halten im Saalbahnhof die Regionalbahnen aus und in Richtung Großheringen/Naumburg, Saalfeld sowie Pößneck.
In Folge von Nutzungs- und Eigentumsänderungen entstanden aus dem Empfangsgebäude und seinen Nebenanlagen der Kulturbahnhof Jena.
Das ehemalige Empfangsgebäude steht unter Denkmalschutz. Die ehemaligen Betriebsgebäude des Güterbahnhofs sind zu Geschäftshäusern und Gastronomie umgebaut worden, und auf dem Großteil des umliegenden Geländes wurden Wohnheime des Studierendenwerk Thüringen gebaut.

## Anlagen

### Bahnsteige
Gleis 1 liegt an einem Seitenbahnsteig, Gleis 2 und 3 liegen an einem gemeinsamen Mittelbahnsteig.
| Gleis | Länge in m | Höhe in cm |
| ----- | ---------- | ---------- |
| 1     | 120        | 55         |
| 2     | 120        | 55         |
| 3     | 120        | 55         |

### Stellwerke
Seit dem 27. November 2011 wird der Saalbahnhof durch ein elektronisches Stellwerk von Siemens aus Jena-Göschwitz gesteuert. Einen Tag zuvor ging das Fahrdienstleiterstellwerk „Jm“ außer Betrieb. Gleiches betraf das Wärterstellwerk „Js“. Bis September 2006 gab es noch ein weiteres Wärterstellwerk „Jn“. Alles waren mechanische Stellwerke der Bauart Jüdel.

## Verkehrsanbindung

### Regionalverkehr
| Linie               | Fahrtverlauf                                                                                  | Takt (min)             | Betreiber                      |
| ------------------- | --------------------------------------------------------------------------------------------- | ---------------------- | ------------------------------ |
| RE 14               | Camburg – Jena Saalbahnhof – Kahla – Saalfeld – Bamberg – Nürnberg                            | einzelner Zug Die.-Do. | DB Regio Bayern                |
| RE 15               | Leipzig -Weißenfels -Naumburg - Jena Saalbahnhof – Jena Paradies – Rudolstadt – Saalfeld      | 120                    | Abellio Rail Mitteldeutschland |
| RB 25               | Halle – Merseburg – Weißenfels – Naumburg – Camburg – Jena Saalbahnhof – Orlamünde – Saalfeld | 060                    | Abellio Rail Mitteldeutschland |
| RB 28               | Jena Saalbahnhof – Jena Paradies – Rothenstein – Orlamünde – Pößneck                          | 120                    | Erfurter Bahn                  |
| Stand: 8. Juni 2024 |                                                                                               |                        |                                |

### Öffentlicher Nahverkehr
An der Haltestelle Spittelplatz verkehren (Stand Dezember 2019) die Linien 1 und 4 der Straßenbahn. Diese Haltestelle liegt westlich des Bahnhofes an der B88. Sie ist über den Spitzweidenweg zu erreichen und nur wenige Gehminuten vom Bahnhof entfernt.
Die Haltestelle Saalbahnhof der Stadtbuslinie 15 verkehrt unmittelbar am Bahnhof vom Spitzweidenweg. Die Linie 15 verkehrt zwischen Rautal – Stadtzentrum und Westbahnhof.